# Kleine Sichelfleck-Baumwanze
Die Kleine Sichelfleck-Baumwanze (Staria lunata), auch kurz Sichelfleck-Baumwanze oder Trabant genannt, ist eine Wanzenart aus der Familie der Baumwanzen (Pentatomidae).

## Merkmale
Die 7 bis 8 Millimeter langen Wanzen sind bräunlich gefärbt. Sie besitzen an der Basis des Schildchens (Scutellum) drei helle Schwielen. Das untere Ende des Schildchens ist stark abgerundet und sichelförmig hell gesäumt.

## Verbreitung
Die Art kommt in der westlichen Paläarktis vor. Sie ist im Mittelmeerraum weit verbreitet. Dagegen ist Staria lunata in Mitteleuropa selten. In Deutschland kommt sie hauptsächlich in den Flusstälern von Rhein, Mosel und Donau vor. In Bayern steht die Art auf der Roten Liste.

## Lebensweise
Staria lunata ist eine polyphage Wanzenart. Man findet sie häufig an krautigen Pflanzen. Hierzu zählen Labkräuter (Galium), Thymiane, Braunwurzen (Scrophularia), Zistrosen (Cistus) und Königskerzen (Verbascum).